# Francesco Caetani
Francesco Caetani (né vers 1256 à Anagni, Italie, et mort le 13 mai 1317 à Avignon) est un cardinal italien de la fin du XIIIe siècle et du XIVe siècle. Il est un neveu du pape Boniface VIII.
Il est un cousin de Giacomo Tomassi-Caetani, O.F.M. (1295). D'autres cardinaux de la famille sont Aldobrandino Caetani (1216) et Benedetto Caetani, iuniore (1295).

## Biographie
Francesco Caetani est chanoine au chapitre de Porto. Il est prébendaire de Knaresborough, doyen d'York, archidiacre de Richmond, chanoine à Laon, Paris, Lisieux, Arras et S. Maria di Selvamolle, prieur de S. Giorgio, près d'Anagni, et de S. Pietro in Seletis. Caetani est auditeur à la Rote romaine et trésorier de la Sainte-Église.
Son oncle, le pape Boniface VIII, le crée cardinal lors du consistoire du 17 décembre 1295. Le cardinal Caetani est abbé de S. Nicola d'Orsara. Il participe aux conclaves de 1303 (au cours duquel est élu Benoît XI), de 1304-1305 (élection de Clément V) et de 1314-1316 (élection de Jean XXII). En 1316, il est accusé de sorcellerie pour causer la mort des cardinaux Colonna[Quoi ?] et du roi de France[Lequel ?].[réf. nécessaire]

## Dans la fiction
Maurice Druon fait apparaître le cardinal Caetani comme personnage mineur de sa série romanesque Les Rois maudits, dans le roman La Loi des mâles (1957), au cours des scènes se situant à Lyon, lors du conclave aboutissant à l'élection du pape Jean XXII. Dans la première adaptation télévisée de la suite romanesque, diffusée en 1972, son rôle est interprété par Maurice Nasil.